# Morse-Potential

Das Morse-Potential (blau) im Vergleich zum quadratischen Potential des harmonischen Oszillators (grün).
Eingezeichnet sind auch die Energiestufen, die beim Harmonischen Oszillator äquidistant sind, beim Morsepotential hingegen mit zunehmender Energie immer weniger Abstand haben, bis zur Bindungsenergie, die größer als die tatsächlich benötigte Energie zur Flucht aus der Potentialmulde ist, da die Nullpunktenergie größer Null ist.

Das Morse-Potential {\displaystyle V} ist ein Begriff aus der Molekülphysik. Der 1929 vom US-amerikanischen Physiker Philip McCord Morse vorgeschlagene Zusammenhang beschreibt den Verlauf des elektronischen Potentials eines zweiatomigen Moleküls in Abhängigkeit vom Kernbindungsabstand {\displaystyle R} durch eine exponentielle Näherung:
{\displaystyle V(R)=D_{\text{e}}\cdot \left(1-\mathrm {e} ^{-a\cdot (R-R_{\text{e}})}\right)^{2}}
mit
- {\displaystyle D_{\text{e}}} die (spektroskopische) Dissoziationsenergie
- {\displaystyle R_{\text{e}}} der Kernabstand mit der geringsten potentiellen Energie und
- {\displaystyle a} eine Konstante (manchmal als „Steifigkeit des Potentials“[2] bezeichnet)

Diese Größen sind für das betrachtete Molekül charakteristisch.
Da man üblicherweise das Potential im Unendlichen als null definiert:
{\displaystyle V(\infty )=0}
wird das Morse-Potential häufig in der alternativen Form angegeben:
{\displaystyle V(R)-D_{\text{e}}=D_{\text{e}}\cdot \left(\mathrm {e} ^{-2a\cdot (R-R_{\text{e}})}-2\mathrm {e} ^{-a\cdot (R-R_{\text{e}})}\right)}
Dadurch verschiebt sich das Nullpunktpotential um {\displaystyle -D_{\text{e}}}. Diese Verschiebung ermöglicht die Definition eines cutoff-Radiuses, ab dem das Potential nicht mehr berücksichtigt wird.
Die Schrödinger-Gleichung ist mit dem Morsepotential analytisch lösbar. So können die Schwingungsenergien {\displaystyle E_{\nu }} berechnet werden:
{\displaystyle E_{\nu }=h\omega _{0}\cdot \left(\nu +{\frac {1}{2}}\right)-{\frac {h^{2}\omega _{0}^{2}}{4D_{\text{e}}}}\cdot \left(\nu +{\frac {1}{2}}\right)^{2}}
mit
- der Planck-Konstante {\displaystyle \ h}
- der Schwingungsquantenzahl {\displaystyle \nu }
- der Frequenz {\displaystyle \omega _{0}}, die über die Teilchenmasse {\displaystyle m} mit der Konstante {\displaystyle a} des Morse-Potentials verknüpft ist

{\displaystyle \omega _{0}={\frac {a}{2\pi }}{\sqrt {\frac {2D_{\text{e}}}{m}}}}
Heutzutage wird für die Berechnung von Schwingungsenergien eher das RKR-Potential (RKR steht hierbei für Ragnar Rydberg, Oskar Klein und Lloyd Rees) oder das Lennard-Jones-Potential angewendet.